# Brooklyn Heights (Missouri)
Brooklyn Heights é uma cidade  localizada no estado americano de Missouri, no Condado de Jasper.

## Demografia
Segundo o censo americano de 2000, a sua população era de 125 habitantes. 
Em 2006, foi estimada uma população de 131, um aumento de 6 (4.8%).

## Geografia
De acordo com o United States Census Bureau tem uma área de 
0,3 km², dos quais 0,3 km² cobertos por terra e 0,0 km² cobertos por água.

## Localidades na vizinhança
O diagrama seguinte representa as localidades num raio de 8 km ao redor de Brooklyn Heights. 